# My Generation (песня Limp Bizkit)
My Generation (в переводе с англ. — «Моё поколение») — песня американской ню-метал-группы Limp Bizkit, выпущенная в качестве второго сингла с их третьего студийного альбома Chocolate Starfish and the Hot Dog Flavored Water. Сингл выпущен 10 октября 2000 года лейблом Interscope Records.

## О сингле

### Текст и музыка
Песня «My Generation» носит протестный характер; музыкантами критикуется современное общество, в частности молодёжь. Текст композиции содержит лирические отсылки на песню «Welcome to the Jungle» рок-группы Guns N’ Roses, «Move Over» поп-группы Spice Girls, на роман «Пролетая над гнездом кукушки» и фильм «Титаник». Упоминается также сервис игровой дистрибуции Shockwave и мост «Мэтьюс-Бридж», находящийся в родном городе Фреда Дёрста Джэксонвилле. Незадолго до релиза альбома Chocolate Starfish and the Hot Dog Flavored Water Уэс Борланд говорил, что первоначальным названием песни было «Cum on My Shoes».

Кадр из клипа «My Generation»

В музыкальном плане песня отображает взаимосвязь между участниками Limp Bizkit гитаристом Уэсом Борландом и барабанщиком Джоном Отто. Музыкальные части, играемые Борландом и Отто, зависимы друг от друга подобно манере исполнения группы Primus, чьё творчество оказало непосредственное влияние на формирование стилистики Limp Bizkit.

### Видеоклип
Видеоклип «My Generation» снят Фредом Дёрстом. В нём показана группа Limp Bizkit, исполняющая песню в большой комнате на сцене, созданной из органического стекла. Видеоряд клипа прерывается эпизодами концертных выступлений коллектива. Во время этих кадров также показываются и посетители концертов (внимание уделяется их поведению). Приблизительно в середине клипа участники группы, заснятые по-отдельности, поочерёдно исчезают и появляются. В клипе использована цензурованная версия песни.
На этой же сцене в 1999 году снимался клип к композиции «Mudshovel» рок-группы Staind.

## Список композиций
Слова и музыка всех песен — Фред Дёрст.
| №  | Название                           | Длительность |
| -- | ---------------------------------- | ------------ |
| 1. | «My Generation (альбомная версия)» | 3:41         |
| 2. | «Back O Da Bus (сингл-версия)»     | 1:19         |
| 3. | «Faith (альбомная версия)»         | 3:52         |

| №  | Название                              | Длительность |
| -- | ------------------------------------- | ------------ |
| 1. | «My Generation (радио-версия)»        | 3:41         |
| 2. | «It’s Like That Y’All (сингл-версия)» | 4:30         |
| 3. | «Snake In Your Face (сингл-версия)»   | 4:09         |

## Участники записи
- Фред Дёрст — вокал, речитатив, продюсирование
- Уэс Борланд — гитара
- Сэм Риверс — бас-гитара
- DJ Lethal — скретчинг, семплинг, программирование, продюсирование
- Джон Отто — ударные

## Позиции в чартах
| Чарт (2000—2001)                           | Высшая позиция |
| ------------------------------------------ | -------------- |
| Австралия (ARIA)                           | 31             |
| Австрия (Ö3 Austria Top 40)                | 19             |
| Бельгия/Фландрия (Ultratop 50)             | 23             |
| Бельгия/Валлония (Ultratip Bubbling Under) | 8              |
| Дания (Tracklisten)                        | 13             |
| Финляндия (Suomen virallinen lista)        | 5              |
| Франция (SNEP)                             | 9              |
| Германия (GfK)                             | 23             |
| IRMA                                       | 25             |
| Италия (FIMI)                              | 11             |
| Нидерланды (Single Top 100)                | 14             |
| Норвегия (VG-lista)                        | 16             |
| ZPAV                                       | 14             |
| Испания (PROMUSICAE)                       | 15             |
| Швеция (Sverigetopplistan)                 | 31             |
| Швейцария (Schweizer Hitparade)            | 23             |
| UK Singles (The Official Charts Company)   | 15             |
| Billboard Alternative Songs                | 18             |
| Billboard Hot Mainstream Rock Tracks       | 33             |